# Vincent Milou
Pour les articles homonymes, voir Milou (homonymie).
Vincent Milou est un skateur français né le 11 novembre 1996 à Bayonne, originaire de Tarnos dans les Landes.
Plusieurs fois champion de France, 3e de l'étape de Los Angeles de SLS et champion d'Europe de skateboard en 2019, il est skateur professionnel depuis 2021.
En 2021, il participe aux épreuves de Street de Skateboard aux Jeux olympiques d'été de 2020 à Tokyo, où il termine quatrième de la compétition,.
En 2022, il est médaillé d’argent aux X Games sur l'épreuve de street.